# Merionoeda fulvipennis
Merionoeda fulvipennis är en skalbaggsart som först beskrevs av Francis Polkinghorne Pascoe 1869.  Merionoeda fulvipennis ingår i släktet Merionoeda och familjen långhorningar. Inga underarter finns listade i Catalogue of Life.